# Augustin Dauphin de Leyval
Augustin Dauphin de Leyval est un homme politique français né le 4 octobre 1780 à Clermont-Ferrand (Puy-de-Dôme) et décédé le 23 janvier 1845 à Saint-Fargeol (Allier).
Maire de Cisternes-la-Forêt, conseiller d'arrondissement, il est député du Puy-de-Dôme de 1824 à 1831 et siège au centre-gauche. Il vote l'adresse des 221 et se rallie à la Monarchie de Juillet.

## Sources
- « Augustin Dauphin de Leyval », dans Adolphe Robert et Gaston Cougny, Dictionnaire des parlementaires français, Edgar Bourloton, 1889-1891 [détail de l’édition]